# Maria Anna Mozart

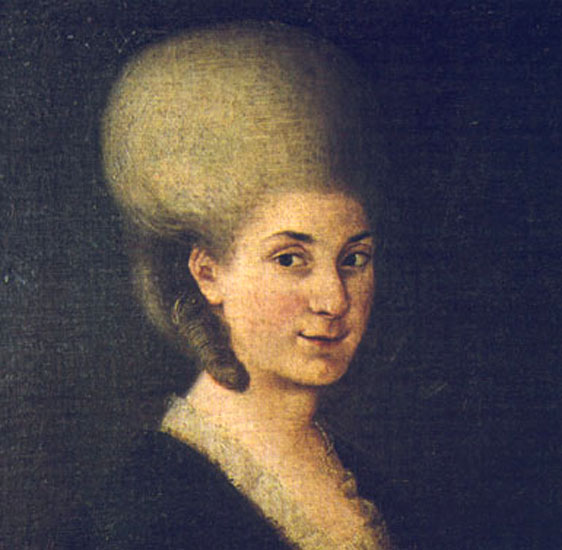
Maria Anna Mozart

Nannerl som barn (1763); porträttet sägs vara målat av Lorenzoni. För det motsvarande porträttet av Wolfgang Amadeus Mozart, målat vid samma tidpunkt, se Wolfgang Amadeus Mozart.

Maria Anna Walburga Ignatia Mozart, kallad Nannerl, född 30 juli 1751 i Salzburg, död 29 oktober 1829 i Salzburg, var en österrikisk musiker, äldre syster till Wolfgang Amadeus Mozart och dotter till Leopold och Anna Maria Mozart.
Smeknamnet Nannerl (en diminutiv av Anna) gick hon under endast inom familjen och dess trängre krets, men det är under det hon har blivit mest känd för eftervärlden; hennes namn i offentligheten var i regel Marianne. Under sin barndom kallades hon den diminutiva formen av "Anna", det vill säga "Nannerl", men senare kallades hon således "Marianne".

## Levnad

### Barndom och musikalisk karriär
När Marianne var sju år gammal började hennes far lära henne spela cembalo, och från början framstod hon som ett underbarn, möjligen till och med bättre än sin bror. Leopold tog med henne och hennes bror på många turnéer i europeiska städer, såsom Wien, London och Paris, för att visa upp deras talanger. Till en början placerades hon ibland högst upp på annonseringsbladen för konserterna hon deltog i, och hon ansågs vara en utmärkt cembalist och pianist.
Dock blev det med tanke på hennes föräldrars ståndpunkt och de rådande samhällsnormerna omöjligt för Marianne att fortsätta sin karriär när hon blev äldre. Som New Grove uttrycker det: "Från 1769 och framåt var hon inte längre tillåten att uppvisa sina artistiska talanger under resor med sin bror, eftersom hon nått giftasåldern." Wolfgang fortsatte under 1770-talet att uppnå många artistiska framgångar under sina resor i Italien med fadern Leopold, men Marianne fick stanna hemma i Salzburg med sin mor. Likaledes fick hon stanna hemma med Leopold när Wolfgang besökte Paris och andra städer 1777–1779 i sällskap med sin mor.
Det finns bevis för att Marianne komponerade musik, eftersom det finns brev från Wolfgang som prisar hennes arbeten, men Leopolds voluminösa korrespondens nämner aldrig någon av hennes kompositioner, och ingen har heller överlevt.

### Giftermål och barn
Till skillnad från sin bror, som grälade med deras far och till slut ignorerade hans önskningar i livets viktigare skeden – med andra ord: val av karriär och maka – förblev Marianne helt underdånig i sin relation med fadern och vad gällde hans önskningar. Hon förälskade sig som ung i Franz d'Ippold, som var kapten och privatlärare, men tvingades av sin far att avböja hans senare frieri. Wolfgang försökte i detta fall, utan framgång, att övertala Marianne att stå upp för sin egen önskan.
Till slut gifte sig Marianne med en förmögen domare och adelsman, Johann Baptist Reichsfreiherr Berchtold von Sonnenburg (Johann Baptist Franz von Berchtold zu Sonnenburg) (23 augusti 1783), och slog sig till ro med honom i Sankt Gilgen, en by i Österrike cirka 25 kilometer österut från Mozartfamiljens hem i Salzburg. Maken var änkling från två tidigare äktenskap och hade fem barn från dessa, vilka Marianne som nybliven hustru hjälpte till att uppfostra. Hon födde tre egna barn: Leopold Alois Pantaleon (1785–1840), Jeanette (1789–1805) och Maria Babette (1790–1791).

### Leopolds uppfostran av hennes son
En ovanlig incident i Mariannes liv inträffade i samband med födelsen av hennes första barn (27 juli 1785), en son som fick namnet Leopold efter sin morfar. Marianne hade rest från sitt hem i Sankt Gilgen till Salzburg för att föda där istället. När hon därefter återvände lämnade hon spädbarnet i sin fars och hans tjänares vård – Leopold den äldre uttryckte i ett brev som hann före Marianne till Sankt Gilgen, en önskan att uppfostra barnet själv de första månaderna, men 1786 förlängde han detta arrangemang för en ospecificerad tid. Leopold fortsatte således att ta hand om sitt barnbarn, och gladdes åt pojkens framsteg (potträning, tal och så vidare) och han påbörjade de första stegen av musikalisk undervisning. Marianne träffade sin son under sina få besök, men stod mestadels helt utanför hans uppfostran. Arrangemanget fortsatte till Leopold den äldres död den 28 maj 1787.
Biografer funderar olika på bevekelsegrunderna till detta arrangemang; lille Leopold var sjuk under sitt första spädbarnsår, och behövde kanske stanna i Salzburg på grund av detta, men detta förklarar inte varför han hölls kvar där efter att ha tillfrisknat. En annan möjlighet är att Leopold den äldre oroade sig över Mariannes ömtåliga hälsa, då hon även behövde ta hand om sina övriga styvbarn. Maynard Solomon intar den ståndpunkten att Leopold önskade använda sin talang för att träna upp ytterligare ett musikaliskt geni, såsom han hade gjort med Wolfgang, och att Marianne stod så under sin fars välde att hon enbart lydde.

### Relation till Wolfgang
När Wolfgang Amadeus Mozart var väldigt liten var Nannerl hans idol. Maynard Solomon skriver (i översättning):"Vid tre års ålder blev Mozart inspirerad att studera musik genom att iaktta hur hans far instruerade Marianne; han ville vara som henne." De två barnen stod varandra väldigt nära, och de uppfann ett hemligt språk och ett påhittat ”Baksidans kungarike” där de var kung respektive drottning. Mozarts tidiga korrespondens med Marianne är kärleksfull och innefattar också sådana sexuella ordlekar som Mozart gärna använde med nära vänner. Någon gång skrev Wolfgang stycken i Mariannes dagbok, där han skrev om sig själv i tredje person.
Wolfgang skrev några kompositioner för Marianne att framföra, såsom Preludium och Fuga i C-dur K. 394 (1782). Fram till sin död skickade han henne avskrifter av sina pianokonserter (fram till No. 21) till Sankt Gilgen.
När Marianne fyllde trettioett år fick hon följande dikt av honom:
Glücks=Wunsch
Beim Punsch!
Ich bin heut ausgegangen, Du wußtest nicht warum. -
Ich kann nur so viel sagen, daß es geschah darum,
Um dich mit etwas kleinem ein wenig zu erfreu'n,
Wobei ich weder Kösten, noch Fleiß noch Müh wollt' scheu'n, -
Ich weiß zwar nicht gewieß, ob Du den Punsch magst trinken, 
O! Sage doch nicht - Nein, - sonst möcht' das Bindband stinken;
Ich dachte so bei mir, Du liebst die Engeländer,
Denn liebtest du Paris, so gäbe ich Dir Bänder,
Wohlriechende Gewässer, ein künstliches Bouquet,
Du aber, liebste Schwester, Du bist keine Coquette,
Drum nimm aus meiner Hand den guten, kräft'gen Punsch,
Und laß ihn Dir recht schmecken, das ist mein einz'ger Wunsch.
Salzburg, den 31. Juli 1782
W.A. Mozart m/p.
gekrönter Scheiben=poet
Angående relationen mellan Wolfgang och Marianne under hans senare år, skiljer sig biografierna åt. I The New Grove står det att Wolfgang "förblev nära sammanbunden med henne". I motsats till detta påstår Solomon att Wolfgang och Marianne gled ifrån varandra under de senare åren. Han bemärker, till exempel, att Wolfgang och Marianne aldrig besökte varandra igen, efter den förstnämndes olyckliga besök i Salzburg 1783, och att de aldrig träffade varandras barn, samt att deras korrespondens minskade kraftigt, för att 1788 helt upphöra.
Solomon förklarar denna brytning med att det åsamkades av de gräl som försiggick mellan Leopold och Wolfgang, då Marianne alltid lojalt tog sin fars parti. Tillsammans med Leopold var hon likaså negativ till Mozarts avflytt till Wien 1781, för att där slå sig på en karriär som framgångsrik kompositör. Hon var också emot hans äktenskap 1782 med Constanze Weber, och hon ignorerade även Constanze efter att de hade gift sig. Marianne skickade tillbaka Constanzes tidiga brev och vägrade bli vän med henne när brodern tog med henne till Salzburg 1783, i hopp om att återknyta banden med familjen. När Leopold dog 1787 bråkade Marianne och Wolfgang över arvet, och det var sannolikt orsaken till den tidigare nämnda avslutningen av deras brevkontakt

### Senare år
Marianne återvände till Salzburg efter att hennes make avlidit 1801 och där arbetade hon som musiklärarinna.
Under hennes senare levnadstid återsåg Marianne för andra gången, sedan det olyckliga besöket 1783, Mozarts änka Constanze, som 1820 hade flyttat till Salzburg samman med sin andre make, dansken Georg Nikolaus von Nissen. Trots att Marianne inte ens vetat om att Constanze fortfarande var i livet, var mötet uppenbarligen "artigt" (Solomon), även om det inte var särskilt hjärtligt. Till slut gjorde Marianne dock paret Nissen en stor tjänst; i syftet att sammanställa en större biografi om Mozart, som paret gjorde tillsammans, lät hon dem få hennes samling av familjen Mozarts gamla familjebrev, inkluderande bland annat Wolfgang och Leopolds korrespondens fram till år 1781. Året därpå, 1821, besöktes Marianne även av Wolfgangs son Franz Xaver Wolfgang Mozart, vilken hon aldrig träffat under broderns livstid. Denne hade rest från sitt hem i Lemberg (dagens Lviv) för att dirigera ett framförande av sin fars requiem, till minne av den då nyligen avlidna Nissen.
Under hennes sista år försämrades Mariannes hälsa och 1825 blev hon till sist blind. Mary Novello och hennes make, komponisten Vincent, ett engelskt par vars resedagbok 1955 gavs ut med titeln A Mozart Pilgrimage, besökte henne i Salzburg 1829. Mary uppfattade Marianne Berchtold som "blind, långsam, uttröttad, svag och nästan utan talförmåga", såväl som ensam. Hon misstog Marianne för att vara utfattig, men Marianne efterlämnade tvärtom en ansenlig förmögenhet vid sin bortgång (7 837 gulden).
Marianne dog den 29 oktober 1829, och begravdes, efter egen önskan, på kyrkogården vid Sankt Petersklostret i Salzburg.

## Eftermäle
- Marianne är subjektet i en "biografi i dikter", The Other Mozart av Sharon Chmielarz (ISBN 0-86538-101-1).
- Mozart’s Sister, en bok av Alison Bauld publicerades i Storbritannien av Alcina Press 2005 och i Australien av Port Campbell Press 2006. Den följer Nannerl Mozarts liv från äktenskapet fram till hennes död, genom konversationer med hennes brorson Franz Xaver, Mozarts yngre son. Bauld har också publicerat en fiktiv dagbok som Nannerl på blogspot (http://nannerlmozart.blogspot.com).
- Hon är föremål för en film, Nannerl, la sœur de Mozart (Nannerl, Mozarts syster), 2010